# Sam Brown
Sam Brown (Stratford, 1964. október 7. –) angol énekesnő, dalszerző, ukulele játékos, zongorista. Az angol Joe Brown rock 'n' roll énekes és Vicki Brown énekesnő lánya, Pete Brown zenész és producer nővére.

## Pályakép
Sam Brown 1988-ban érte el legnagyobb sikerét. A „Stop!” című debütáló albuma számos országban a toplisták első tíz helyére került. Nagy-Britanniában a 4., Németországan pedig a 7. helyet érte el. A Stop! a Bitter Moon című film filmnek is a zenéje  lett. Az énekesnő Jamelia Niela Davis 2003 nyarán kiadta ennek a dalnak egy feldolgozást.
2002-ben Sam Brown részt vett II. Erzsébet királynő aranyjubileumi koncertjén a Buckingham-palotában, amelyet az előző évben elhunyt George Harrison emlékére rendeztek. Harrison utolsó, „Horse to the Water” című dalának interpretációja a George Harrison emlékének szentelt koncertfilmben látható.
Sam Brown háttérénekesként is tevékenykedett. Számos jól ismert zenésszel dolgozott együtt, köztük a Pink Floyddal, David Gilmourral, Jon Lorddal, a Deep Purple-lel, Blackkel, Gary Moore-ral, George Harrisonnal, a Fish-sel és Jools Hollandel (Jools Holland Big Band Rhythm & Blues).
Miután 2007-ben cisztát fedeztek fel a hangszálain, azt sikeresen eltávolították, de a hangjával kapcsolatos problémák továbbra is fennálltak, és azóta nem tud jól egy-egy hangot tartani. Ehelyett zenészként az ukulele játékra koncentrál.

## Stúdióalbumok
- Stop!
- April Moon
- (43) Minutes...
- Box
- ReBoot
- Of the Moment
- Wednesday the Something of April
- Number 8[3]